# Liste der Monuments historiques in Rosières-près-Troyes
Die Liste der Monuments historiques in Rosières-près-Troyes führt die Monuments historiques in der französischen Gemeinde Rosières-près-Troyes auf.

## Liste der Immobilien
| Bezeichnung         | Beschreibung                     | Standort                | Kennzeichnung | Schutzstatus | Datum | Bild           |
| ------------------- | -------------------------------- | ----------------------- | ------------- | ------------ | ----- | -------------- |
| Château de Rosières | Schloss, 16. bis 18. Jahrhundert | 15 avenue Ingres (Lage) | PA00078207    | Inscrit      | 1926  | weitere Bilder |

## Liste der Objekte
| Bezeichnung                  | Beschreibung                                                                   | Standort                      | Kennzeichnung | Schutzstatus | Datum | Bild |
| ---------------------------- | ------------------------------------------------------------------------------ | ----------------------------- | ------------- | ------------ | ----- | ---- |
| Skulptur Maria Magdalena     | Kalkstein, farbig gefasst und vergoldet, 16. Jahrhundert; zugehörig PM10001782 | in der Kirche St-André (Lage) | PM10001781    | Classé       | 1967  |      |
| Pietà                        | Kalkstein, farbig gefasst und vergoldet, 16. Jahrhundert                       | in der Kirche St-André (Lage) | PM10001782    | Classé       | 1967  |      |
| Skulptur Johannes Evangelist | Kalkstein, farbig gefasst und vergoldet, 16. Jahrhundert                       | in der Kirche St-André (Lage) | PM10001780    | Classé       | 1967  |      |